# Mee Krueng Seumiden
Mee Krueng Seumiden is een bestuurslaag in het regentschap Pidie van de provincie Atjeh, Indonesië. Mee Krueng Seumiden telt 173 inwoners (volkstelling 2010).